# Dalea purpurea
Dalea purpurea är en ärtväxtart som beskrevs av Étienne Pierre Ventenat. Dalea purpurea ingår i släktet Dalea, och familjen ärtväxter.

## Underarter
Arten delas in i följande underarter:
- D. p. arenicola
- D. p. purpurea

## Bildgalleri

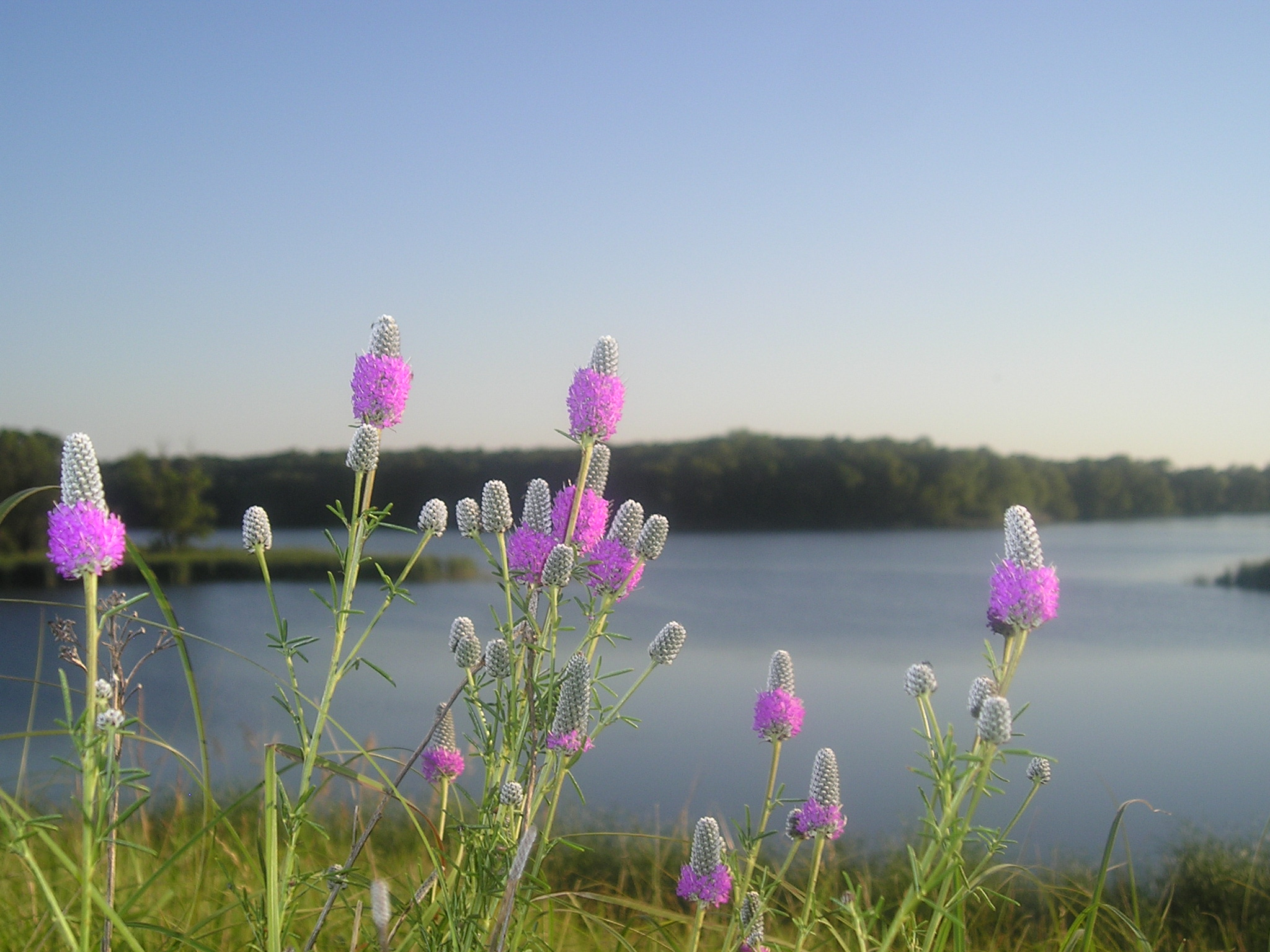
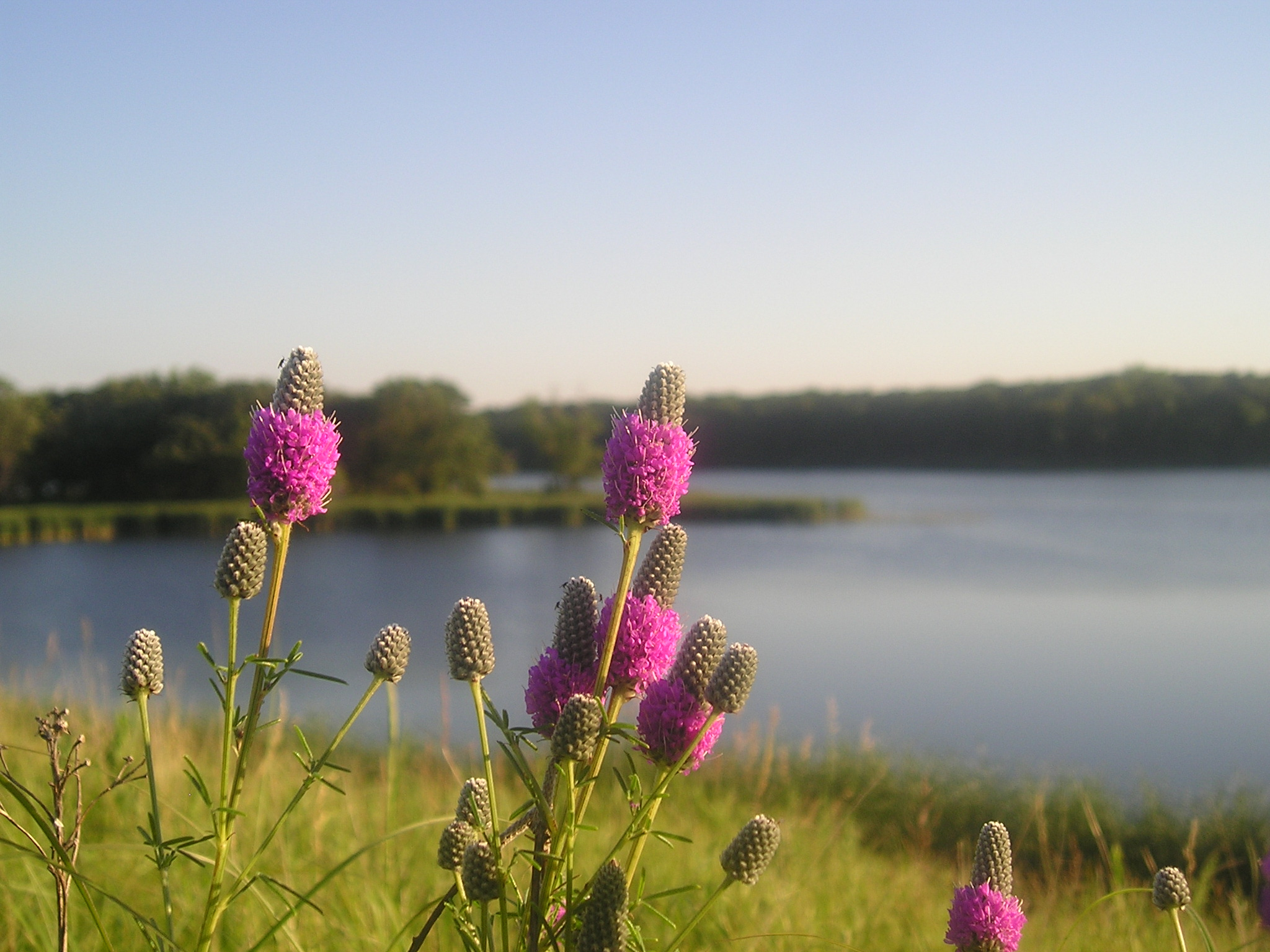
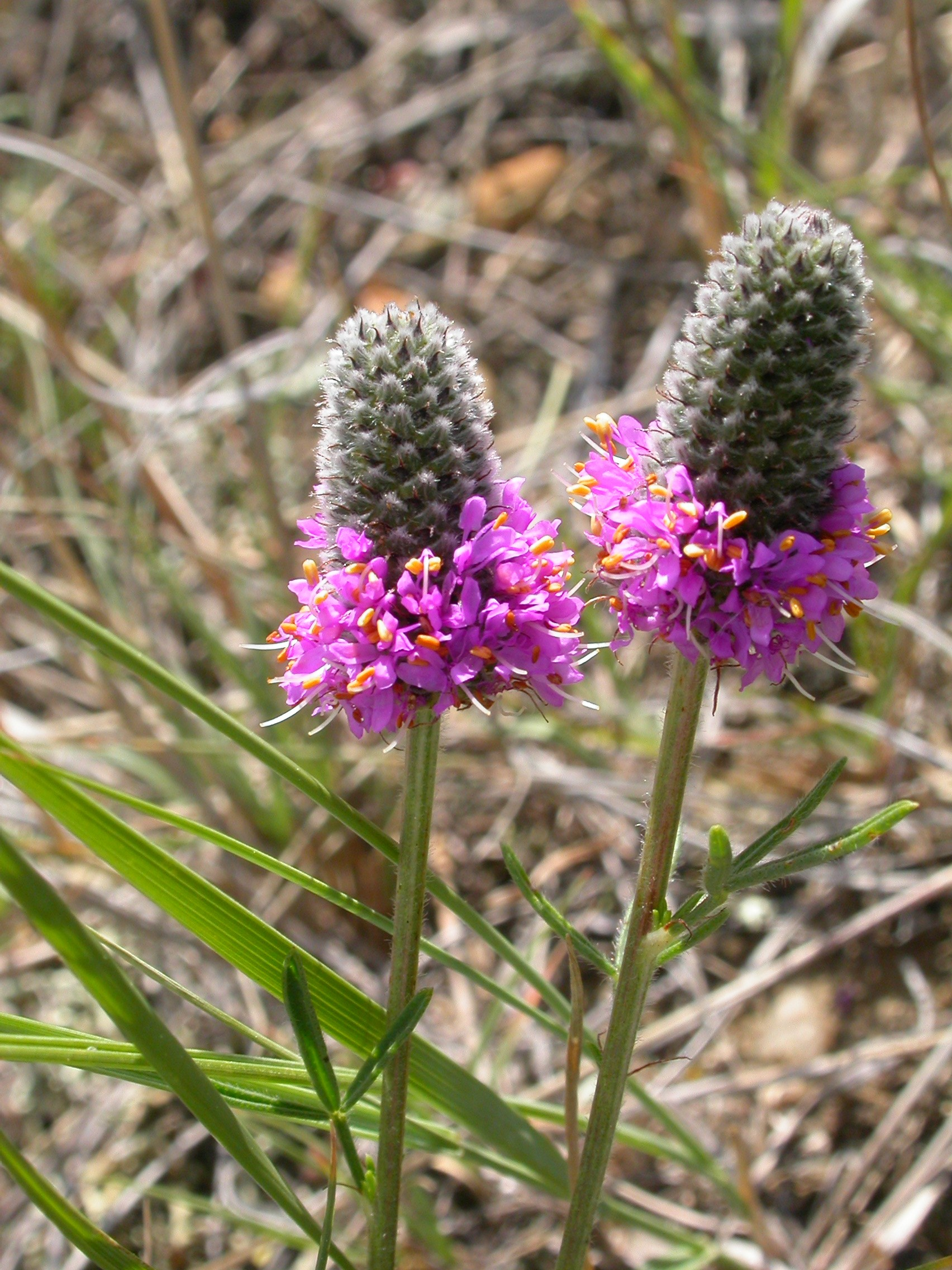
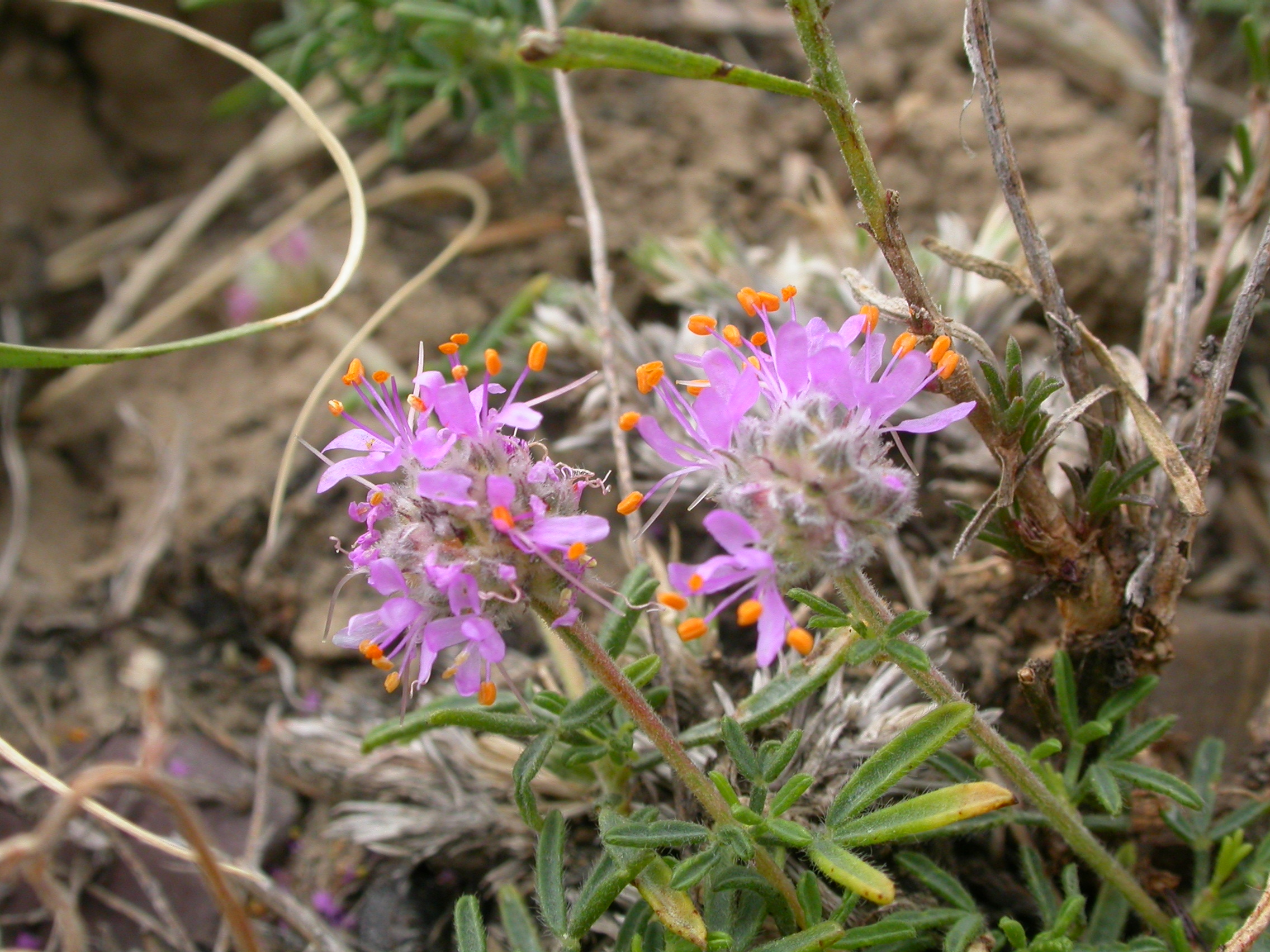
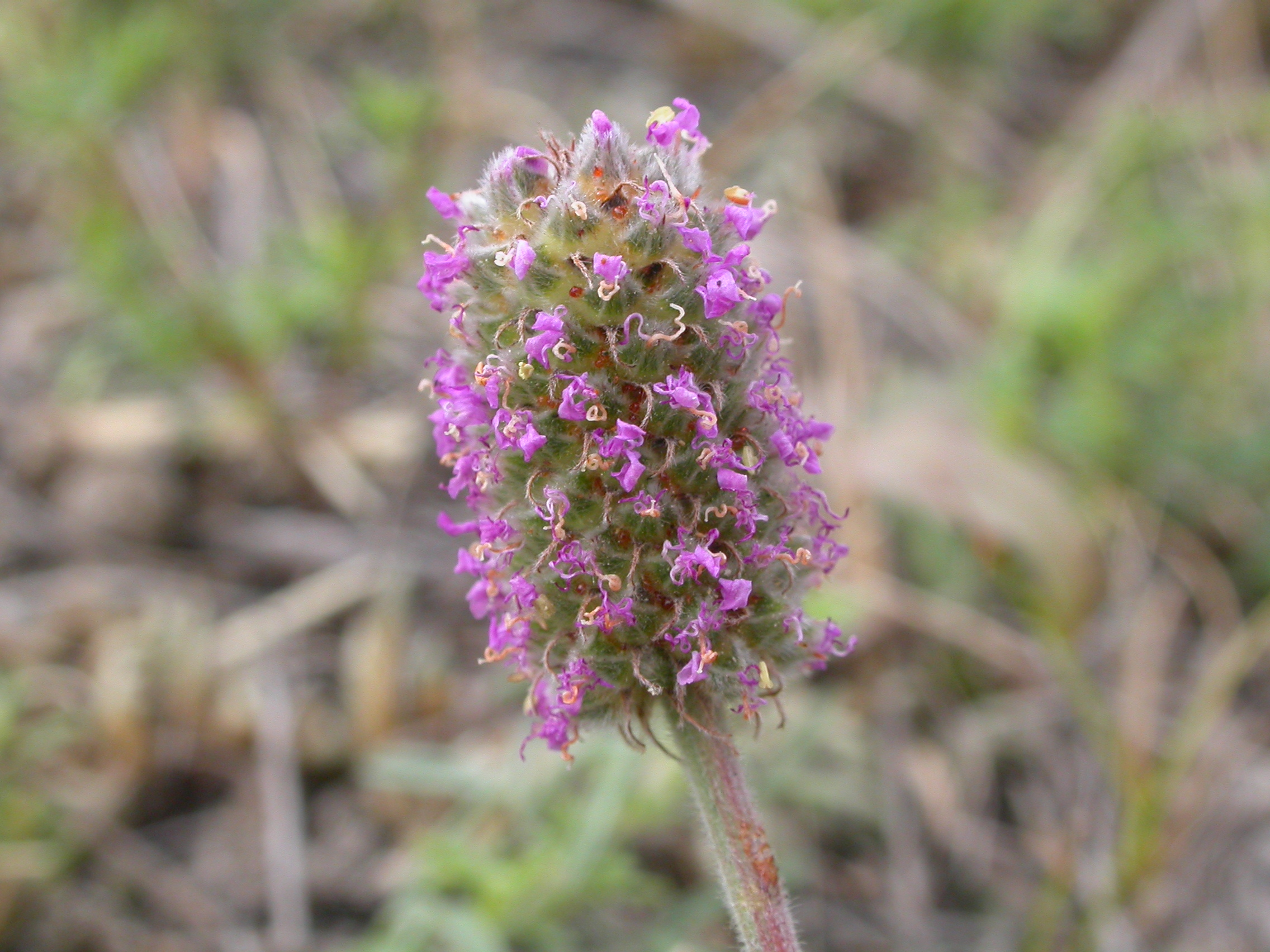
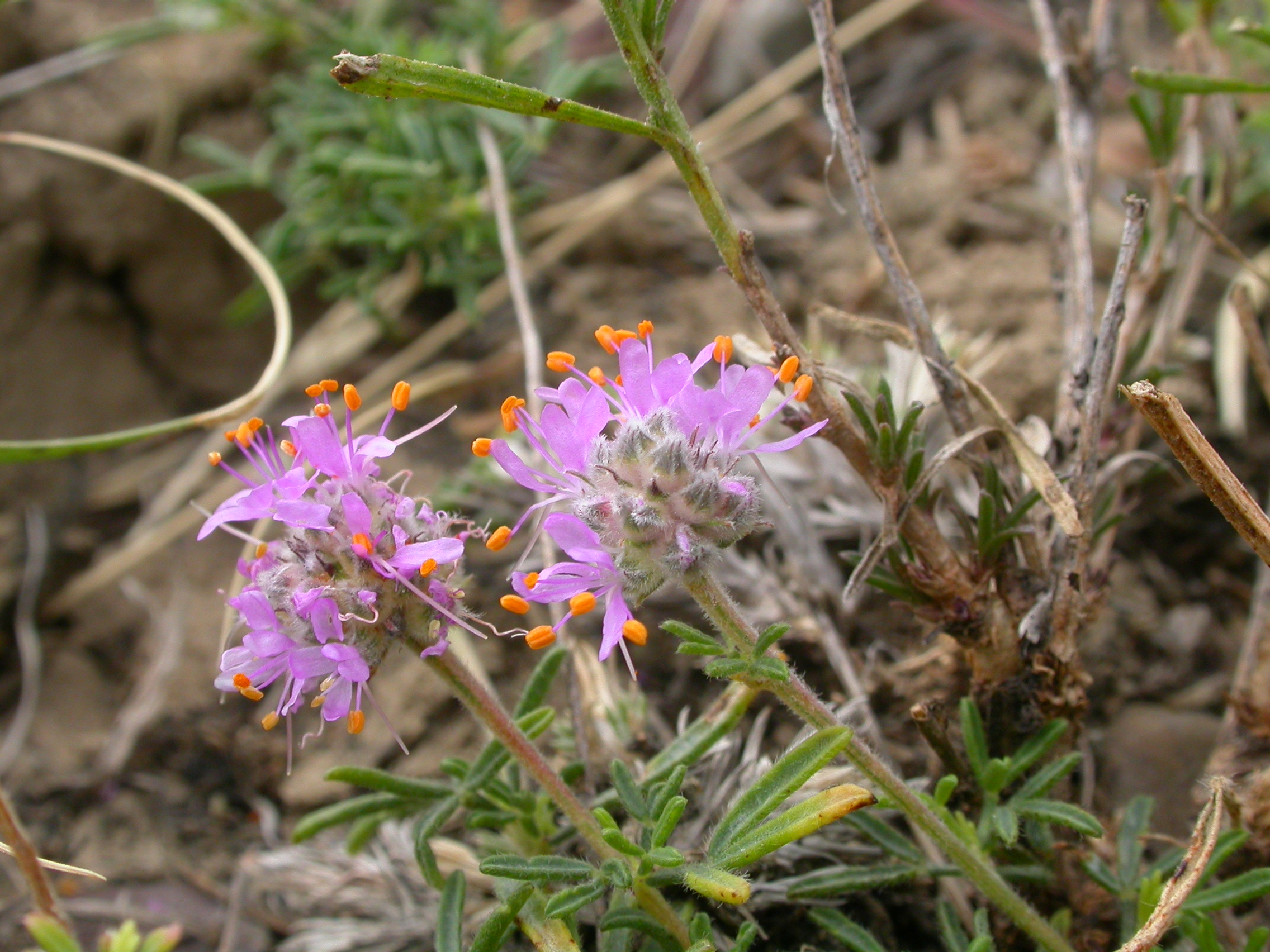